# Mittiprickteatern

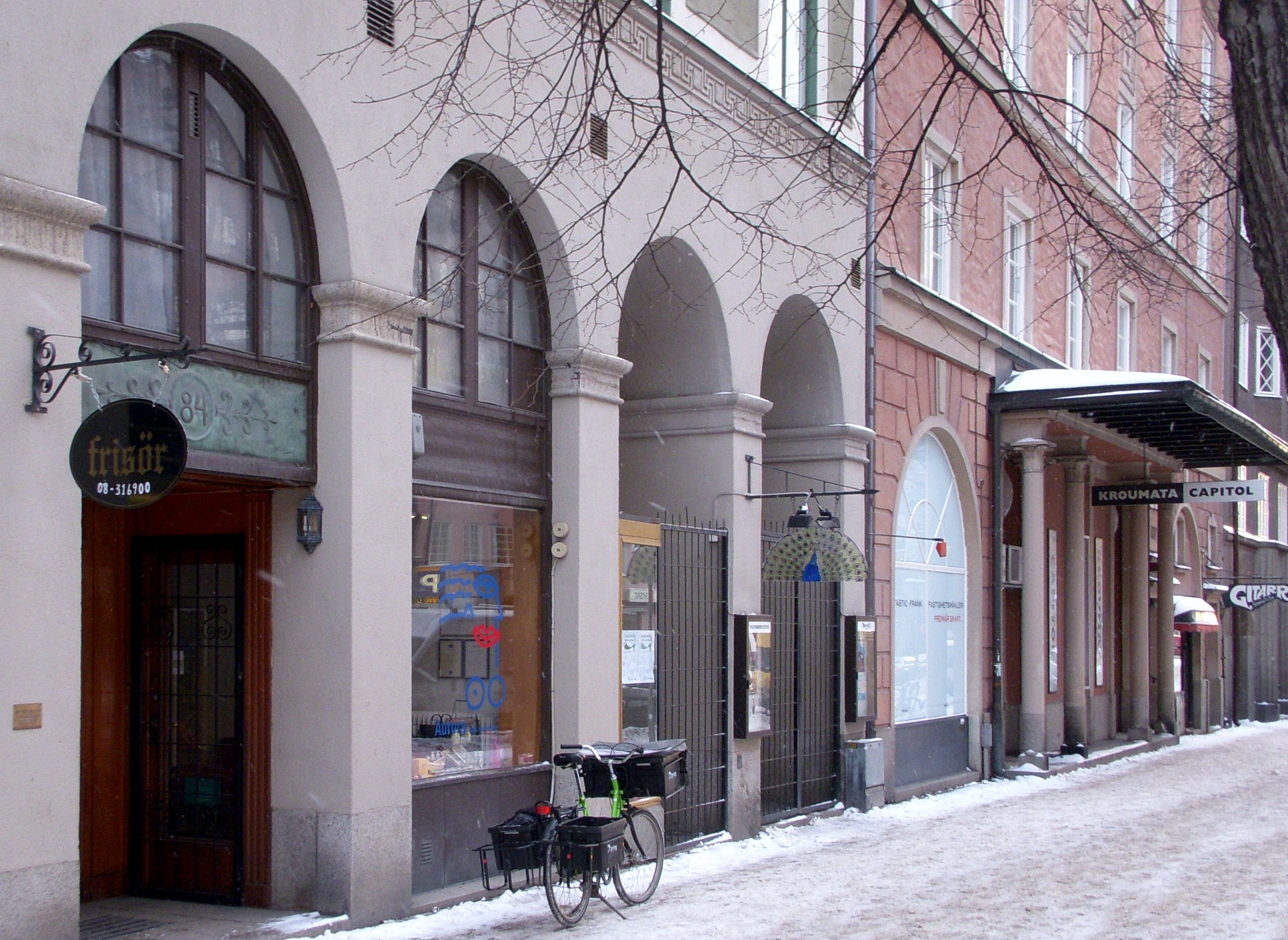
Teater Påfågeln, S:t Eriksgatan 84

Mittiprickteatern är en fri teatergrupp i Stockholm, bildad 1974, och är fortfarande fullt verksam.
Mittiprickteatern spelar barn- och ungdomsteater både på den egna Stockholmsscenen Teater Påfågeln som har sina lokaler i före detta Biograf Påfågel (Sankt Eriksgatan 84) och på turnéer i hela landet. 
Mittiprickteatern är medlem i Teatercentrum och har stöd av Statens Kulturråd, Kulturnämnden Stockholms läns landsting och Kultur Stockholm.